# Philipp Gerlach
Pour les articles homonymes, voir Gerlach.
Johann Philipp Gerlach, né le 24 juillet 1679 à Spandau près de Berlin et mort le 17 septembre 1748 à Berlin, est un architecte prussien.

## Biographie
Élève de Martin Grünberg, il devient en 1707 architecte royal et urbaniste de Berlin, capitale du nouveau royaume de Prusse. Frédéric-Guillaume Ier (le Roi-Sergent) l'appelle en 1720 auprès de lui en tant qu'architecte en chef des résidences royales et lui donne aussi la responsabilité de construction de ponts et de citadelles. C'est en 1732-1733 qu'il construit un petit chef-d'œuvre, le palais du Kronprinz, pour le prince héritier Frédéric. Il édifie ensuite en 1734-1735, le Collège/Palais de Justice, la flèche (aujourd'hui disparue) et le clocher de l'église paroissiale.
On doit aussi à Gerlach les modifications de la place de Friedrichstadt, de la Pariser Platz (le carré), de l'octogone de la Leipziger Platz, et de l'ovale de la place du Rondell (nommée ensuite place de la Belle-Alliance, du nom prussien de la bataille de Waterloo, aujourd'hui place Mehring). Gerlach travailla aussi à Potsdam, non loin de Berlin. Il construisit l'église de la Garnison. Partiellement détruite par les bombardements intensifs conduits par l'aviation britannique les 14 et 15 avril 1945 puis totalement démolie par le régime communiste allemand en juillet 1968, elle est actuellement en cours de reconstruction.